# Giải thưởng Nhà nước đợt II (2005-2007)

## Khoa học Công nghệ (41)[1]
Giải thưởng Nhà nước về Khoa học Công nghệ đợt II được Chủ tịch nước Nguyễn Minh Triết ký Quyết định và trao tặng vào năm 2005.

#### Khoa học tự nhiên
- GS.TSKH.NGND Nguyễn Châu, PGS.TS Bạch Thành Công, PGS.TS Đặng Lê Minh: Một số thành tựu tiêu biểu trong nghiên cứu vật liệu từ tính: ferit, perovskit, vật liệu từ vô định hình và vật liệu từ có cấu trúc nano.

- GS.TS Phan Hồng Khôi, GS.TSKH Vũ Xuân Quang, GS.TSKH Nguyễn Xuân Phúc, PGS.TS Đỗ Xuân Thành, PGS.TS Trần Kim Anh, TS Phạm Hồng Dương, PGS.TS Nguyễn Quang Liêm, PGS.TS Lê Thị Trọng Tuyên, PGS.TS Lê Văn Hồng, TS Đào Nguyên Hoài Nam: Nghiên cứu cơ bản tính chất quang - điện - từ của một số vật liệu điện tử tiên tiến (vật liệu bán dẫn Si nano, ZnS, ZnSe; vật liệu từ siêu dẫn cấu trúc kiểu perovskit).

#### Khoa học xã hội và nhân văn
- PGS. Nguyễn Duy Hinh với các tác phẩm: Tín ngưỡng thành hoàng Việt Nam(1996); Tư tưởng Phật giáo Việt Nam (1999)

- GS.TS Hoàng Thị Châu với công trình Tiếng Việt trên các miền đất nước (1989).
- GS.TS Phan Hữu Dật với công trình Một số vấn đề về dân tộc học Việt Nam (1998).
- GS Phan Đại Doãn với công trình Làng xã Việt Nam - một số vấn đề kinh tế - văn hoá - xã hội (2001).
- GS Phong Lê với Cụm công trình về Văn học hiện đại Việt Nam, gồm: Văn học Việt Nam hiện đại - những chân dung tiêu biểu (2001), Một số gương mặt văn chương - học thuật Việt Nam hiện đại (2001).
- GS Lê Khả Kế với công trình Từ điển Anh - Việt (1997).
- GS.TSKH Phan Đăng Nhật với Cụm công trình về Sử thi Tây Nguyên: Sử thi Ê Đê (1991), Vùng sử thi Tây Nguyên (1999).
- GS Bùi Văn Nguyên với Cụm công trình về Nguyễn Trãi, gồm: Nguyễn Trãi và Bản hùng ca đại cáo (1999), Văn chương Nguyễn Trãi rực ánh sao Khuê (2000).
- Tác giả: GS Hoàng Phê (chủ biên), PGS. Bùi Khắc Việt, TS. Chu Bích Thu, PGS. Đào Thản, GS. Hoàng Tuệ, GS.TS. Hoàng Văn Hành, CN. Lê Kim Chi, CN. Nguyễn Minh Châu, PGS. TS Nguyễn Ngọc Trâm, TS. Nguyễn Thanh Nga, TS. Nguyễn Thuý Khanh, GS.TS. Nguyễn Văn Khang, PGS.TS. Phạm Hùng Việt, CN. Trần Cẩm Vân, CN. Trần Nghĩa Phương, CN. Vũ Ngọc Bảo, PGS. Vương Lộc với công trình Từ điển tiếng Việt (2000).
- GS Hoàng Phê với Cụm công trình về Những vấn đề ngữ nghĩa và từ điển học tiếng Việt, gồm: Logic - ngôn ngữ học (1989), Từ điển chính tả (1995), Từ điển vần (1996), Chính tả tiếng Việt (1999).
- PGS Bùi Duy Tân với công trình Khảo và luận một số thể loại, tác gia, tác phẩm văn học trung đại Việt Nam: Tập 1 (1999), Tập 2 (2001).
- PGS Nguyễn Kim Thản với công trình Nghiên cứu về ngữ pháp tiếng Việt: Tập 1 (1963), Tập 2 (1964).
- PGS.TS Trần Thị Băng Thanh với Cụm công trình về Văn học trung đại Việt Nam, gồm: Những nghĩ suy từ văn học trung đại (1999), Ngô Thì Sĩ - những chặng đường thơ văn (1992).
- GS Phùng Văn Tửu với Cụm công trình về Tiểu thuyết Pháp nửa sau thế kỷ XX, gồm: Lui Aragông (1987), Tiểu thuyết Pháp hiện đại - những tìm tòi đổi mới (1990), Tiểu thuyết Pháp bên thềm thế kỷ XXI (2001).

#### Khoa học kỹ thuật
- GS.TS Ngô Kiều Nhi, KS Nguyễn Dương Thụy, KS Trần Minh Cường, KS Trần Minh Tuấn, KS Nguyễn Phương Nam: Nghiên cứu thiết kế chế tạo một số thiết bị đo lường và điều khiển phục vụ sản xuất.
- GS.TS Nguyễn Hữu Niếu, TS Nguyễn Đắc Thành, PGS.TS Phan Minh Tân, KS Đinh Ngọc Thu, TS Tôn Thất Minh Tân: Nghiên cứu tổng hợp và triển khai công nghệ chế tạo, ứng dụng một số vật liệu và tổ hợp vật liệu polymer và composite.
- GS.TS Nguyễn Xuân Anh: Nghiên cứu thiết kế, cải tiến một số vũ khí nhẹ phục vụ kịp thời yêu cầu chiến đấu.
- GS.TSKH Nguyễn Đức Hùng, KS Lê Quang Tuấn, ThS Ngô Hoàng Giang, TS Nguyễn Văn Quỳnh: Phát triển và đổi mới công nghệ mạ, nhúng kẽm bảo vệ, chống ăn mòn các kết cấu thép trong môi trường khí quyển Việt Nam.
- KS. Nguyễn Trọng Quyển, KS. Bùi Danh Chiêu, KS. Phạm Hoàng Vân, KS. Nguyễn Trung Thành, KS. Nguyễn Cao Đàm, KS. Nguyễn Lam Sinh, KS. Hoàng Quang Bá, TS. Chu Việt Cường, TS. Vũ Qúy Khôi, KS. Đặng Thành Trung: Các giải pháp khoa học công nghệ bảo đảm môi trường và xây dựng công trình bảo vệ thi hài Chủ tịch Hồ Chí Minh giai đoạn 1969 - 1975.
- KS Phạm Gia Nghi, KS Nguyễn Bá Bách, ông Vũ Văn Đôn, KS Trần Văn Hải: Nghiên cứu thiết kế, chế tạo đèn đặc dụng, xe đặc dụng dùng trong thời chiến.
- KS Trần Huy Vinh, KS Phan Huy Huân, KS Đặng Hoàng Huy, KS Trần Trọng Diên, KS Nguyễn Văn Thiện, KS Đỗ Thạch Cương: Ứng dụng công nghệ sản xuất cấu kiện bê tông cốt thép dự ứng lực tiền chế bằng phương pháp kéo trước cho các công trình xây dựng ở Việt Nam.
- KS Trần Lê Dũng, TSKH Lê Xuân Hải, ThS Trần Thái Thanh, KS Nguyễn Xuân Tín, KTV Trịnh Sĩ Nhất: Nghiên cứu, thiết kế, chế tạo thế hệ lò nung con thoi tiết kiệm năng lượng xây lắp bằng bông gốm chịu lửa.
- Nhà máy Z113, Z115, Z121, Z131 thuộc Tổng cục Công nghiệp Quốc phòng và Viện Thuốc phóng - Thuốc nổ thuộc Trung tâm KHKT và CNQS: Nghiên cứu công nghệ chế tạo vật liệu nổ.
- PGS. TS Mai Ngọc Chúc, KS. Hà Văn Vợi, GS. TSKH Hồ Quí Đạo, ThS Bùi Đăng Học, KS. Lê Thị Hoa, Th.S Nguyễn Hoài Vân, PGS. TS Vũ Thế Trí, TS. Trần Hữu Bưu, TS. Hoàng Văn Hoan, KS. Lê Thị Kim Liên, KS. Nguyễn Trọng Phú, KS. Nguyễn Văn Tạo: Nghiên cứu khoa học công nghệ và ứng dụng triển khai sản xuất thuốc tập hợp tuyển quặng Apatit loại III Lào Cai.
- PGS-TS Lưu Minh Đại, GS.TSKH Đặng Vũ Minh, TS Nguyễn Hồng Quyền, TS Lê Văn Huân, PGS.TS Đỗ Kim Chung: Công nghệ vật liệu đất hiếm phục vụ sản xuất, đời sống và bảo vệ môi trường.
- PGS.TS. Nguyễn Công Hoè, KS. Nguyễn Văn Chấn, ThS. Hoàng Phùng, TS. Phạm Quang Định, ThS. Trần Minh Công, ThS. Nguyễn Hướng Đoàn, KS. Lê Hồng Thái, KS. Lê Hoàn: Nghiên cứu chế tạo thuốc hoả thuật chịu ẩm cao cho sản xuất vũ khí và công nghệ đánh giá nhanh chất lượng thuốc phóng bằng Metyl tím.

- KS. Phạm Mạnh Cường, KS. Bùi Quế, KS. Nguyễn Hữu Long, CN. Võ Kim Cự, KS. Phùng Hữu Dũng, TS. Nguyễn Anh, KS. Cao Văn Hồng, KS. Lê Thị Tuyết Minh, KS. Vũ Văn Hà: Nghiên cứu ứng dụng công nghệ, chế tạo các thiết bị phục vụ khai thác và chế biến khoáng sản Titan ven biển Việt Nam từ năm 1990 đến nay.

- ThS. Lê Văn Bàn, CN. Nguyễn Đức Liêm, KS. Trần Văn Nghị, KS. Trần Đông Sơ, KS. Tống Duy Lục, TS. Nguyễn Văn Minh, KS. Bùi Tấn Phụ, TS. Lê Ngọc Định, KS. Vũ Văn Khay, CN. Trần Đức Tuần, KS. Lê Anh Sơn, KS. Phạm Văn Hoàn, KS. Vũ Tiến Diệm, KS. Nguyễn Văn Bình: Nghiên cứu chế tạo các phương tiện phát khói ngụy trang dùng trong huấn luyện, sẵn sàng chiến đấu và tác chiến A2.

#### Khoa học nông nghiệp
- PGS. TS. Nguyễn Trí Hoàn, KS. Quách Ngọc Ân, GS. TS. Ngô Thế Dân, PGS. TS. Nguyễn Văn Hoan, GS. TS. Nguyễn Ngọc Kính, GS. TS. Hoàng Tuyết Minh, GS. TS. Nguyễn Hữu Nghĩa, KS. Lê Hồng Nhu, GS. TS. Trần Duy Quý, KS. Nguyễn Công Tạn, PGS. TS. Nguyễn Thị Trâm: Nghiên cứu ứng dụng và phát triển công nghệ lúa lai ở Việt Nam.

- TS. Đỗ Khắc Thịnh, KS. Hùng Phi Oanh, KS. Nguyễn Thị Cúc, KS. Nguyễn Ngọc Quỳnh, KS. Trương Thị Hoài Nam, ThS. Đào Minh Sô, PGS.TS. Mai Thành Phụng, TS. Nguyễn Văn Thạc: Nghiên cứu chọn tạo, phát triển giống lúa mới VNĐ 95-20 cho xuất khẩu và tiêu dùng nội địa.

- KS. Nguyễn Hữu Hảo, KS. Vũ Đình Vàng, KS. Lê Thành Vinh, KS. Nguyễn Đăng Hà, KS. Phạm Hữu Quyền, KS. Lê Văn Bình, KS. Trần Đình Hoan, KS. Nguyễn Gia Xuyên, KS. Nguyễn Văn Ngọc, KS. Ngô Xuân Tỉnh, PGS. TS. Nguyễn Khắc Khôi, PGS. TS Vũ Xuân Phương: Công trình trồng cây che chắn và cây bóng mát tại quần đảo Trường Sa.

- PGS. TSKH. Nguyễn Nghi, PGS. TS. Lã Văn Kính, GS. TS. Vũ Duy Giảng, KS. Nguyễn Đức Trân, TS. Đinh Huỳnh, PGS. TS. Bùi Văn Chính, PGS.TS. Dương Thanh Liêm, GS.TSKH. Lê Hồng Mận, TS. Trần Quốc Việt, TS. Bùi Thị Oanh, PGS. TS. Bùi Đức Lũng, TS. Trần Công Xuân, TS. Đinh Văn Cải, TS. Đào Huyền, TS. Đoàn Thị Khang: Các giải pháp khoa học công nghệ về dinh dưỡng và thức ăn để phục vụ chăn nuôi gia súc, gia cầm theo hướng công nghiệp.

- PGS.TS. Nguyễn Đăng Vang, TS. Trần Công Xuân, PGS.TS. Nguyễn Huy Đạt, TS. Đoàn Xuân Trúc, TS. Phùng Đức Tiến, PGS.TS. Bùi Quang Tiến, ThS. Nguyễn Hữu Tỉnh, TS. Trần Long, ThS. Hoàng Văn Lộc, KS. Nguyễn Thị Hoài Tao, TS. Phạm Thị Minh Thu: Chọn lọc nâng cao năng suất, chất lượng một số giống gà và tạo con lai để phát triển chăn nuôi nông hộ.

- GS. Trịnh Văn Thịnh, TS. Đoàn Văn Phúc, PGS.TS Phan Địch Lân, PGS.TS Phạm Sỹ Lăng, TS. Lương Tố Thu, TS. Lê Ngọc Mỹ, PGS.TS Phạm Văn Khuê: Phòng chống hai bệnh ký sinh trùng chủ yếu gây hại: Bệnh Tiên mao trùng và Sán lá gan trâu bò ở Việt Nam.

#### Khoa học y dược
- GS. TS. Huỳnh Phương Liên, PGS. TS Đoàn Thị Thuỷ: Vắc xin phòng bệnh viêm não Nhật Bản.

- GS.TSKH. Hà Huy Khôi: Đặc điểm khẩu phần, tình trạng dinh dưỡng của người Việt Nam vào đầu thập kỷ 1980 và các biện pháp phòng chống các bệnh thiếu dinh dưỡng ở cộng đồng.

- GS.TS. Đào Ngọc Phong: Tác động của môi trường không khí xung quanh và trong nhà tới sức khoẻ cộng đồng và đề xuất một số giải pháp can thiệp.

- BS. Nguyễn Thị Ngọc Phượng, PGS. Đỗ Trọng Hiếu, BS. Phạm Việt Thanh, ThS. Vương Thị Ngọc Lan, ThS. Hồ Mạnh Tường, BS. Tạ Thị Chung: Thụ tinh trong ống nghiệm chữa vô sinh.

- GS.TS. Phạm Gia Khải, GS. Đặng Hanh Đệ, GS.TS. Nguyễn Lân Việt, GS. TS. Lê Xuân Thục, TS. Đỗ Doãn Lợi, TS. Phạm Quốc Khánh, TS. Nguyễn Thị Bạch Yến, ThS. Trần Văn Dương, BS. Phạm Thị Minh Bảo, ThS. Dương Đức Hùng: Nghiên cứu ứng dụng thành tựu khoa học công nghệ y học hiện đại của thế giới trong chẩn đoán, điều trị một số bệnh tim mạch ở Việt Nam.

## Văn học Nghệ thuật (158)[2][3]
Giải thưởng Nhà nước về Văn học Nghệ thuật đợt II được Chủ tịch nước Nguyễn Minh Triết ký Quyết định và trao tặng vào năm 2007.

### Văn học[4]
- Lê Đạt (các tập thơ: Bóng chữ, Ngỏ lời và tập truyện ngắn Hèn đại nhân).
- Hoàng Cầm (các tập thơ: Bên kia sông Đuống, Lá diêu bông, 99 tình khúc).
- Trần Dần (tập thơ Bài thơ Việt Bắc và các tiểu thuyết: Cổng tỉnh, Người người, lớp lớp).
- Phùng Quán (các tiểu thuyết: Vượt Côn Đảo, Tuổi thơ dữ dội và trường ca Tiếng hát trên địa ngục Côn Đảo).
- GS.TS Phan Cự Đệ (các nghiên cứu văn học: Nhà văn Việt Nam, Ngô Tất Tố, Hàn Mặc Tử và tập lý luận phê bình Tiểu thuyết Việt Nam hiện đại).
- Lê Ngọc Trà (các lý luận phê bình: Thách thức của sáng tạo, thách thức của văn hóa, Lý luận văn học).
- Như Phong (Nguyễn Đình Thạc) (tiểu luận, phê bình Bình luận văn học và tập truyện ngắn Tuyển tập Như Phong).
- Lý Văn Sâm (tiểu thuyết Sau dãy Trường Sơn, tập truyện ngắn Sương gió biên thùy và Toàn tập Lý Văn Sâm)
- Huỳnh Văn Nghệ (các tập thơ: Chiến khu xanh, Bên bờ sông xanh, Rừng thẳm sông dài).
- Hoàng Văn Bổn (các tiểu thuyết: Trên mảnh đất này, Mùa mưa và tập ký Hàm rồng).
- Lâm Thị Mỹ Dạ (các tập thơ: Đề tặng một giấc mơ, Trái tim sinh nở, Bài thơ không năm tháng).
- Nguyễn Duy (Nguyễn Duy Nhuệ) (các tập thơ: Cát trắng, Ánh trăng, Mẹ và em).
- Thâm Tâm (Nguyễn Tấn Trình) (tập thơ: Thơ Thâm Tâm).
- Yến Lan (các tập thơ: Những ngọn đèn, Tôi đến tôi yêu, Lẵng hoa hồng).
- Nguyễn Mỹ (các tập thơ: Sắc cầu vồng, Thơ Nguyễn Mỹ và tập ký Trận Quán Cau).
- Trần Nhuận Minh (tập thơ Nhà thơ và hoa cỏ và trường ca Bản sonate hoang dã).
- Y Phương (các tập thơ: Tiếng hát tháng giêng, Lời chúc và trường ca Chín tháng).
- Phan Thị Thanh Nhàn (các tập thơ: Hương thầm, Chân dung người chiến thắng, Nghiêng về anh).
- Vũ Quần Phương (các tập thơ: Hoa trong cây, Những điều cùng đến, Vết thời gian).
- Phạm Ngọc Cảnh (các tập thơ: Đêm Quảng Trị, Trăng sau rằm, Lối vào phía Bắc, Nhặt lá).
- Thi Hoàng (Hoàng Văn Bộ) (các tập thơ: Nhịp sóng, Bóng ai gió tạt và các trường ca: 'Ba phần tư trái đất, Gọi nhau qua vách núi).
- Định Hải (các tập thơ: Bài ca trái đất, Bao nhiêu điều lạ và hoạt cảnh thơ Những câu tục ngữ gặp nhau).
- Lê Văn Thảo (các tiểu thuyết: Một ngày và một đời, Cơn giông).
- Vũ Thị Thường (các truyện ngắn: Hai chị em, Bông hoa súng, Câu chuyện bắt đầu từ những đứa trẻ).
- Nguyễn Khắc Trường (các tập truyện ngắn: Thác rừng, Miền đất mặt trời và tiểu thuyết Mảnh đất lắm người nhiều ma).
- Khuất Quang Thụy (các tiểu thuyết: Trong cơn gió lốc, Không phải đùa, Góc tăm tối cuối cùng).
- Nguyễn Trí Huân (các tiểu thuyết: Năm 1975 họ đã sống như thế, Chim én bay).
- Thanh Tịnh (Trần Thanh Tịnh) (tập thơ Thơ ca, truyện ngắn Ngậm ngải tìm trầm, tập truyện ngắn Quê mẹ và truyện tho Đi giữa mùa sen).
- Hoàng Phủ Ngọc Tường (tập ký Rất nhiều ánh lửa và Tuyển tập văn học Hoàng Ngọc Phủ Tường).
- Vũ Hạnh (các tiểu luận:  Người Việt cao quí, Đọc lại truyện Kiều, tập truyện ngắn Bút máu và tiểu thuyết Lửa rừng).
- Đại tá Chu Lai (các tiểu thuyết: Ăn mày dĩ vãng, Phố).
- Vũ Bằng (bút ký Thương nhớ mười hai và Tuyển tập Vũ Bằng).
- Y Điêng (Kpăhôfi) (truyện dài Hơ Giang và tiểu thuyết Truyện bên bờ sông Hinh).
- Trần Đăng (Đặng Trần Thi) (các truyện ngắn: Một lần tới thủ đô, Trận Phố Ràng, Một cuộc chuẩn bị).
- Nam Hà (các tiểu thuyết: Trong vùng tam giác sắt, Đất miền Đông).
- Chu Cẩm Phong (Trần Tiến) (các truyện ký: Mặt biển, mặt trận, Rét tháng giêng và Nhật ký Chu Cẩm Phong).
- Vương Trọng (tập thơ Về thôi nàng Vọng Phu, tập thơ thiếu nhi 'Mèo đi câu, tuyển tập thơ 'Ngoảnh lại và trường ca Đảo chìm).
- Minh Huệ (các tập thơ: Đêm nay Bác không ngủ, Tiếng hát quê hương, Đất chiến hào).
- Xuân Hoàng (các tập thơ: Miền Trung, Hương đất biển và trường ca Từ tiếng võng làng Sen).
- Nhị Ca (các lý luận phê bình: Từ cuộc đời vào tác phẩm, Dọc đường văn học và khảo cứu Gương mặt còn lại của Nguyễn Thi).
- Liệt sĩ Dương Thị Xuân Quý (truyện Chỗ đứng và tập truyện ký Hoa rừng).
- Trung Trung Đỉnh (các tiểu thuyết: Lạc rừng, Tiễn biệt những ngày buồn, Ngược chiều cái chết).
- Hồ Dzếnh (tập truyện ngắn Chân trời cũ và các tập thơ: Quê ngoại, Hoa xuân đát Việt, Hồ Dzếnh tác phẩm chọn lọc).
- Trần Huyền Trân (các tiểu thuyết: Sau ánh sáng, Bóng người trên gác binh và tập thơ Rau tần).
- Xuân Đức (các tiểu thuyết: Người không mang họ, Cửa gió, Tượng đồng đen một chân).
- Võ Quảng (truyện dài Quê nội, tập thơ Anh đom đóm và tập truyện Ngày tết của Trâu Xe).
- Trần Mai Ninh (Nguyễn Thường Khanh) (tuyển tập Thơ văn Trần Mai Ninh).

### Âm nhạc
- An Chung (các ca khúc: Trăng sáng đôi miền, Tôi người lái xe, Hát lên cô gái Thái Bình, Hát từ xóm biển Cà Mau).
- Ánh Dương (các ca khúc: Chào em cô gái Lam Hồng, Dốc lòng dốc sức giải phóng miền Nam, Hoa đào nở trên biên giới, Pu Chom Xy và tác phẩm giao hưởng Tượng đài chiến thắng).
- Đắc Nhẫn (các ca khúc: Tầm vu, Son sắt một lòng, Anh về miền Bắc, Con đò trên sông Bến Hải, Cần Thơ gạo trắng nước trong).
- Đôn Truyền (các ca khúc: Cây lúa Hàm Rồng, Giá từng thước đất, tác phẩm nhạc múa Cô gái Thăng Long, Hội Then và nhạc cho vở chèo Lý Nhân Tông kế nghiệp).
- Đức Minh (các ca khúc: Em là hoa Pơlang, Cô gái lái tàu, Trên biển quê hương, Đất mỏ quê ta và tác phẩm kịch hát Tiếng đàn Thạch Sanh).
- Ca Lê Thuần (các tác phẩm giao hưởng: Dáng đứng Việt Nam, Concertino cho piano và dàn nhạc, Giao hưởng thơ d-moll, tổ khúc giao hưởng - kịch múa Ngọc trai đỏ và âm nhạc cho vở kịch múa Lục Vân Tiên).
- Hoàng Đạm (các tác phẩm khí nhạc: Vũ khúc Tây Nguyên, Hội nghị Diên Hồng, Dòng kênh trong, hợp xướng Thanh Hóa anh hùng và giao hưởng thơ Giải phóng Điện Biên).
- Hoàng Dương (các tác phẩm khí nhạc: Hát ru, Giai điệu quê hương, Vũ khúc Hơ rê, Bài ca chung thủy và giao hưởng thơ Biển cả tình yêu).
- Hoàng Tạo (các ca khúc: Đưa anh đi hái măng rừng, Tên lửa về bên sông Đà, Chiếc ba lô và bài ca tình nguyện, Quần đảo đồng đội, Em ca Sơn La, Lời xanh Mộc Châu).
- Lê Lôi (các ca khúc: Đóng nhanh lúa tốt, Nhắn anh nhắn chị đường xa, Bác Hồ sống mãi với Tây Nguyên, Bài ca nữ anh hùng miền Nam và tác phẩm hòa tấu violon và piano Bình minh Hạ Long).
- Lê Yên (các ca khúc: Trận Đoan Hùng, Ngựa phi đường xa, Bộ đội về làng, Nhớ ngày Bác về Thủ đô, Kể về tướng Mỹ, Nhớ và công trình nghiên cứu Những vấn đề cơ bản của âm nhạc tuồng).
- Lương Vĩnh (các ca khúc: Thành phố hoa phượng đỏ, Ở vùng than quê hương tôi, Bài ca mùa xuân, Tạm biệt Phnôm Pênh, Hương nhãn).
- Mộng Lân (các ca khúc: Quê em bừng sáng, Tấm ảnh Bác Hồ, Nguyễn Bá Ngọc, người thiếu niên dũng cảm, Buổi sáng trên thành phố Bác Hồ, Những cánh chim địa chất).
- Nguyễn An (các ca khúc: Về đồng bằng, Giữ cho em tiếng hót chim rừng, Em có nghe âm thanh ngày mới, Những bông sen và những mái chèo, Tiếng gọi núi rừng).
- Thiếu tướng An Thuyên (các ca khúc: Em chọn lối này, Đêm nghe hát đò đưa nhớ Bác, Hành quân lên Tây Bắc, Khi xe tăng qua miền quan họ và tác phẩm thanh xướng kịch Nguyễn Công Trứ).
- Nguyễn Đình Bảng (các ca khúc: Thời hoa đỏ, Du thuyền sông Lam, Khoả trần Trường Sơn, Ngôi sao biển và tác phẩm ballade symphonique Thị Kính, Thị Mầu).
- Nguyễn Cường (các ca khúc: Hò biển, Hơ ren lên rẫy, Em muốn sống bên anh trọn đời, Đôi mắt Pleiku, Một nét ca trù ngày xuân).
- Nguyễn Thành (các ca khúc: Qua miền Tây Bắc, Cảm xúc tháng Mười và các tác phẩm khí nhạc: Ước mơ, ballet Xô Viết Nghệ Tĩnh).
- Nguyễn Văn Nam (các bản giao hưởng: Giao hưởng số 3, Tiếng sáo 1, Tưởng nhớ, Giao hưởng số 5 - Mẹ Việt Nam, Giao hưởng số 6 - Sài Gòn 300 năm).
- Phan Ngọc (các ca khúc: Khúc ca Hơ rê, Chuyện tình tiên sa, tác phẩm giao hưởng Một thời để nhớ, giao hưởng thơ Thung lũng đỏ và tác phẩm rhapsody Hào khí Tây Sơn).
- Phan Thanh Nam (các ca khúc: Lá cờ tháng 8, Trên đường vui hôm nay, Ta hát tiếp bài ca, Đi giữa màu xanh, Con sông quê hương).
- Tôn Thất Lập (các ca khúc: Hát cho dân tôi nghe, Xuống đường, Người đợi người, Trị An âm vang mùa xuân, Chiều trên sông Sài Gòn).
- Tú Ngọc (các công trình nghiên cứu: Dân ca người Việt, Hát xoan, nghi lễ dân ca, phong tục, Âm nhạc mới Việt Nam, tiến trình và thành tựu).
- Thái Cơ (Đầu Vũ Như) (các ca khúc: Tiếng còi thi đua, Rặng trâm bầu, Qua bến đò Quan, Khi thành phố lên đèn, Nón trắng trên đồng, Nghe tiếng trống quê hương).
- Trần Long Ẩn (các ca khúc: Hát trên đường tranh đấu, Tình đất đỏ miền Đông, Một rừng cây, một đời người, Ba anh em người lính trẻ, Tín hiệu trái tim).
- Trần Quý (các ca khúc: Hát mừng anh hùng Núp, Lời ca thống nhất, Bác Hồ đời đời sống mãi, các bản giao hưởng Tây Nguyên, Lục bình tím).
- Trần Tiến (các ca khúc: Bài ca thanh niên ra tiền tuyến, Cô gái Sầm Nưa xinh đẹp, Giai điệu tổ quốc, Chiếc vòng cầu hôn, Tuỳ hứng lý ngựa ô, Chị tôi).
- Trương Ngọc Ninh (các ca khúc: Hạt mưa mùa xuân, Lời ru chia đôi, Tượng đài trong trái tim, Biển khát, Cho màu xanh sinh sôi, Vòng tay Đam San).
- Trương Quang Lục (các ca khúc: Vàm Cỏ Đông, Hoa sen Tháp Mười, Quảng Ngãi đất mẹ anh hùng, Cô gái Lâm Thao, Trái đất này của chúng em, Xỉa cá mè).
- Văn Chung (các ca khúc: Lỳ và sáo, Hò dân cày, Gái Thôn Đoài, trai thôn Thượng, Quê tôi giải phóng, Tính hẹn cùng Tình, Lượn tròn lượn khéo).
- Văn Lưu (Đoàn Lý An) (các ca khúc: Cô đẩy xe goòng, Bài ca người săn máy bay, Nữ dân quân miền biển, Em đi giao liên, Ta là chiến sĩ giải phóng quân).
- Vĩnh An (các ca khúc: Dấu chân trên rừng, Nắng ấm quê hương, Đi tìm người hát Lý thương nhau, Câu hò sông nước miền Trung, Về lại sông Trà).
- Vũ Thanh (các ca khúc: Bài ca Hà Nội, Lời anh vọng mãi ngàn năm, Hà Nội mùa thu, Rừng chiều, Vũng Tàu biển hát).
- Vũ Trọng Hối (các ca khúc: Niềm vui anh quân bưu, Bước chân trên dải Trường Sơn, Đường tôi đi dài theo đất nước, Lời tạm biệt trước lúc lên đường).
- Xuân Oanh (các ca khúc: 19 tháng 8, Quê hương anh bộ đội, Hà Nội, Bắc Kinh, Mạc Tư Khoa, Ca ngợi chế độ tốt đẹp của chúng ta, Trời sẽ lại trong xanh).

### Sân khấu
- Hồ Thi (Hồ Ngọc) (các công trình nghiên cứu: Nghệ thuật viết kịch, Xây dựng cốt truyện kịch, Tính ước lệ của nghệ thuật sân khấu, Tính hấp dẫn của nghệ thuật sân khấu).
- Minh Khoa (Đặng Quang Hổ) (các tác phẩm kịch: Người ven đô, Võ Văn Tần, Hồ Huấn Hiệp).
- Ngọc Linh (Dương Đại Tâm) (các tác phẩm cải lương: Kiều, Trưng Vương và tác phẩm chèo Sợi tơ vàng).
- Nguyễn Anh Biên (các tác phẩm kịch: Khi tình yêu đã chết, Biển cồn cào, Cột trụ chống trời).
- Nguyễn Khắc Phục (các tác phẩm kịch: Bông trắng, Tú Xương, Kẻ sĩ Thăng Long).
- Nguyễn Xuân Yến (các tác phẩm tuồng: Hồ Quý Ly, Lịch sử hãy cùng phán xét, Tiếng thét giữa Hoàng cung).
- Phi Hùng (Phạm Thành Lâm) (các tác phẩm cải lương: Người giữ mộ, Thất trảm sớ, Cho đời soi gương).
- Sỹ Hanh (các tác phẩm kịch: Tôi đi tìm tôi, Đứa con tôi, Cuộc đời tôi).
- Tạ Xuyên (các tác phẩm kịch: Khát vọng, Thung lũng trắng, Cuộc gặp gỡ muộn màng).
- Thanh Hương (các tác phẩm kịch: Vàng, Niềm hạnh phúc không tên, Đời người giấc mộng).
- Thùy Linh (Trần Thị Đức) (các tác phẩm: Tình mẹ, Suối đất hoa, Thanh gươm và nữ đô đốc Bùi Thị Xuân)
- Trần Đình Ngôn (các tác phẩm chèo: Chiếc nón bài thơ, Nước mắt Vua Đinh, Côn Sơn hiền sĩ).

### Mỹ thuật

##### Hội họa
- Đoàn Văn Nguyên
- Huỳnh Phương Đông
- Lê Anh Vân
- Lê Huy Tiếp
- Lò An Quang
- Nguyễn Sĩ Tốt
- Nguyễn Thế Vinh
- Nguyễn Trọng Đoan
- Phạm Viết Song
- Quách Phong
- Trần Khánh Chương
- Trần Nguyên Đán
- Hoàng Đình Tài

##### Điêu khắc
- Đinh Rú
- Lê Đình Quỳ
- Lê Liên
- Lưu Thanh Danh

### Múa
- Nghệ sĩ Ưu tú Bùi Chí Thanh (Cụm công trình nghiên cứu: Nghệ thuật Múa Mường, Di sản múa Dân gian dân tộc vùng Tây Bắc, Tết nhảy của người Dao quần chẹt Hoà Bình).
- Nghệ sĩ Ưu tú Hoàng Phi Long (Cụm tác phẩm: Mùa sen nở, Nón quai thao, Lễ tạ).
- Nghệ sĩ Nhân dân Lê Huân (Cụm tác phẩm: Ăng co bất diệt, Ngọn lửa Ba Tơ, Anh nuôi tay súng, Mài sắc đường lê).
- Nghệ sĩ Nhân dân Lê Ngọc Cường (Cụm tác phẩm: Lửa thiêng, Hứng dừa, Tiếng đàn bên suối, Xuân về trên bản Mèo).
- Nghệ sĩ Ưu tú, Nhà giáo Ưu tú Nguyễn Bá Thái (Cụm tác phẩm: Khoảnh khắc đêm hè, Nhịp Cráp đêm trăng, Duyên trăng).
- Nghệ sĩ Ưu tú Nguyễn Trọng Lanh (Cụm tác phẩm: Đường trời không thoát, Thầy thầy - Tớ tớ, Đồng đội trẻ).
- Tiến sĩ, Nghệ sĩ Nhân dân Phạm Anh Phương (Cụm tác phẩm: Lời ru của rừng, Bến lụy, Khai sơn phá thạch).

### Nhiếp ảnh
- Đoàn Công Tính với các bức ảnh Nụ cười bên thành cổ Quảng Trị, Trên đồi không tên, Đánh chiếm căn cứ Đầu Mầu.
- Đinh Ngọc Thông với bức ảnh Chiến sĩ ở mặt trận Điện Biên Phủ đọc thư nhà dưới chiến hào.
- Dương Thanh Phong với các bức ảnh Niềm hạnh phúc trong khắc nghiệt của chiến tranh, Khiêng nhà về làng cũ, Du kích đội rơm nguỵ trang tiếp cận địch và Binh lính Sài Gòn hốt hoảng trút bỏ quân trang quân dụng tháo chạy trong ngày 30/4/1975.
- Liệt sĩ Hai Nhiếp (Trần Bỉnh Khuôi) với các bức ảnh Tấn công đồn Cái Keo, Huyện Đầm Dơi, Cà Mau và Du kích Cà Mau kép pháo để tấn công và chiếm cứ điểm Cái Keo của Quân Nam Việt Nam 1965.
- Hoàng Linh (Phạm Quốc Trụ) với các bức ảnh Bác Hồ với thiếu nhi và Bác Hồ với nghệ sĩ Trà Giang.
- Hoàng Văn Sắc với các bức ảnh Đường ra tiền tuyến và Tiểu đội 10 cô gái ngã ba Đồng Lộc.
- Lê Minh Trường với bức ảnh Xẻ dọc Trường Sơn đi cứu nước.
- Lương Nghĩa Dũng với bức ảnh Đấu pháo ở Dốc Miếu.
- Mai Nam (Nguyễn Hữu Thống) với các bức ảnh Cảnh giác, Chạy đâu cho thoát và Đi trực chiến.
- Nguyễn Hồng Nghi với các cụm tác phẩm Bộ ảnh bình dân học vụ và Bộ ảnh Bác Hồ.
- Nguyễn Tiến Lợi với bức ảnh Xung phong.
- Nguyễn Văn Bảo với bức ảnh Từ “thần sấm” xuống xe trâu.
- Phan Thoan với bức ảnh Uy thế không lực Hoa Kỳ (O du kích nhỏ).
- Võ An Khánh (Võ Nguyên Nhân) với các bức ảnh Phóng lựu đạn vào đồn địch, một phát minh độc đáo của chiến tranh nhân dân, Hàng vạn nhân dân 3 xã Trần Thới, Phú Mỹ, Tân Hưng Đông biểu tình tuần hành ủng hộ bản tuyên bố 8 điểm với thiện chí hoà bình của đoàn đại biểu tại hội đàm Pari và Trạm Quân y dã chiến.
- Vũ Đình Hồng với các bức ảnh Bác Hồ thăm đơn vị pháo cao xạ bảo vệ Thủ đô đang trực chiến và Bác Hồ với các anh hùng chiến sĩ thi đua các lực lượng vũ trang quân giải phóng miền Nam ra thăm miền Bắc.
- Vũ Ba với bức ảnh Phúc Tân kêu gọi trả thù.
- Vũ Tạo với bức ảnh Hiên ngang.

### Văn nghệ dân gian
- Chu Quang Trứ (Các tác phẩm: Kiến trúc dân gian truyền thống Việt Nam, Sáng giá chùa xưa (Mỹ thuật Phật giáo) và Tượng cổ Việt Nam với truyền thống điêu khắc dân tộc).
- Nguyễn Huy Hồng (Các tác phẩm: Nghệ thuật múa Rối Việt Nam, Rối nước Việt Nam và Nghệ thuật múa rối nước Thái Bình).

### Kiến trúc
- Đặng Thái Hoàng
- Khương Văn Mười
- Lương Anh Dũng
- Nguyễn Khôi Nguyên
- Nguyễn Vũ Hưng

### Điện ảnh
- Nghệ sĩ Nhân dân, Đạo diễn Nguyễn Khánh Dư
- Nghệ sĩ Nhân dân, Đạo diễn Phạm Văn Khoa
- Nghệ sĩ Nhân dân, Đạo diễn Bạch Diệp
- Nghệ sĩ Nhân dân, Đạo diễn Nguyễn Thanh Vân
- Nghệ sĩ Nhân dân, Đạo diễn Trần Phương
- Nghệ sĩ Nhân dân, Đạo diễn Nguyễn Văn Thông
- Nghệ sĩ Nhân dân, Đạo diễn Ngô Mạnh Lân
- Nghệ sĩ Nhân dân, Đạo diễn Trần Vũ
- Nghệ sĩ Nhân dân, Đạo diễn Mai Lộc
- Nghệ sĩ Nhân dân, Đạo diễn Nguyễn Ngọc Quỳnh
- Nghệ sĩ Nhân dân, Đạo diễn Nguyễn Huy Thành
- Nghệ sĩ Nhân dân, Đạo diễn Lê Mạnh Thích
- Nghệ sĩ Nhân dân, Đạo diễn Đào Trọng Khánh
- Nghệ sĩ Nhân dân, Đạo diễn Khải Hưng